# Reggenza di Pangandaran
La Reggenza di Pangandaran (in indonesiano Kabupaten Pangandaran) è una reggenza (kabupaten) dell'Indonesia situata nella provincia di Giava Occidentale.